# Монастирка (Сосьвинський міський округ)
Монасти́рка (рос. Монастырка) — присілок у складі Сосьвинського міського округу Свердловської області.
Населення — 19 осіб (2010, 33 у 2002).
Національний склад населення станом на 2002 рік: росіяни — 79 %.